# Frank de Noé
Frank de Noé, vizconde de Noé (? - ca. 1871) fue un botánico francés que se conoce muy poco. Participó en 1854 en la creación de la Société Botanique de France y publicó dos anuncios en el Boletín.
Nominó Phlomis bovei en honor del botánico Nicolas Bové.

## Reconocimientos
- Miembro de la Société Botanique de France

## Eponimia
Especies
- (Balsaminaceae) Impatiens noei Craib[1]
- (Convolvulaceae) Erycibe noei Kerr[2]
- (Lythraceae) Lagerstroemia noei Craib[3]
- (Scrophulariaceae) Lindernia noei Kerr ex Barnett[4]